# 하도초등학교
하도초등학교(下道初等學校)는 대한민국 제주특별자치도 제주시 구좌읍에 있는 공립 초등학교이다.

## 학교 연혁
- 1919년	2월 10일 하도개성의숙 개설
- 1921년	4월 5일 사립하도보통학교 4년제 설립(설립자 및 초대교장 강공칠)
- 1924년	3월 22일 사립하도보통학교 제1회 졸업식(졸업생 9명)
- 1938년	4월 1일 사립하도심상소학교로 교명 변경
- 1944년	4월 1일 하도공립국민학교로 승격 인가
- 1950년	5월 31일 하도국민학교로 교명 변경
- 1981년	3월 10일 병설유치원 개원
- 1996년	3월 1일 교명 및 원명 변경(하도초등학교, 하도초등학교병설유치원)
- 2014년	9월 1일 제34대 장원배 교장 부임
- 2016년	2월 5일 제93회 졸업(남 6명, 여 7명, 계 13명 졸업생 총계 4,954명)
- 2017년	2월 9일 제94회 졸업(남 8명, 여 2명, 계 10명 졸업생 총계 4,964명)
- 2017년	3월 1일 제35대 이정란 교장 부임
- 2018년 3월 1일 제주특별자치도교육청 제주형자율학교(기간연장) 운영
- 2019년 1월 8일 제96회 졸업(남 5명, 여 2명, 계 7명 졸업생 총계 4,980명)
- 2019년 3월 1일 제36대 이진경 교장 부임

## 참고 자료
- 하도초등학교 - 한국교육학술정보원 학교알리미